# Paris Volley 2016-2017
Questa voce raccoglie le informazioni riguardanti il Paris Volley nelle competizioni ufficiali della stagione 2016-2017.

## Organigramma societario
Area direttiva
- Presidente: Alain Bertato

Area tecnica
- Allenatore: Dorian Rougeyron
- Allenatore in seconda: Julien Daniel

## Rosa
| N° | Nome               | Ruolo | Data di nascita   | Nazionalità sportiva |
| -- | ------------------ | ----- | ----------------- | -------------------- |
| 1  | Nuno Pinheiro      | P     | 31 dicembre 1984  | Portogallo           |
| 2  | François Perrot    | S     | 6 giugno 1994     | Francia              |
| 3  | Simon Dubreuil     | S/O   | 7 gennaio 1995    | Francia              |
| 4  | Philip Freere      | S     | 11 settembre 1996 | Australia            |
| 6  | Benjamin Henno     | S     | 3 settembre 1997  | Francia              |
| 8  | Roland Gergye      | S     | 24 febbraio 1993  | Ungheria             |
| 9  | Kamil Baránek      | S     | 2 maggio 1983     | Rep. Ceca            |
| 11 | Franck Lafitte     | C     | 8 marzo 1989      | Francia              |
| 12 | Russell Holmes     | C     | 1º luglio 1982    | Stati Uniti          |
| 13 | Kevin Kaba         | C     | 8 giugno 1994     | Francia              |
| 15 | Thiago Sens        | S     | 2 luglio 1985     | Brasile              |
| 16 | Franco Paese       | S/O   | 8 marzo 1990      | Brasile              |
| 18 | Ardo Kreek         | C     | 7 agosto 1986     | Estonia              |
| 19 | Taichiro Koga      | L     | 4 ottobre 1989    | Giappone             |
| 20 | Dimitri Walgenwitz | P     | 11 aprile 1994    | Francia              |